# Meilenstein (Freckleben)

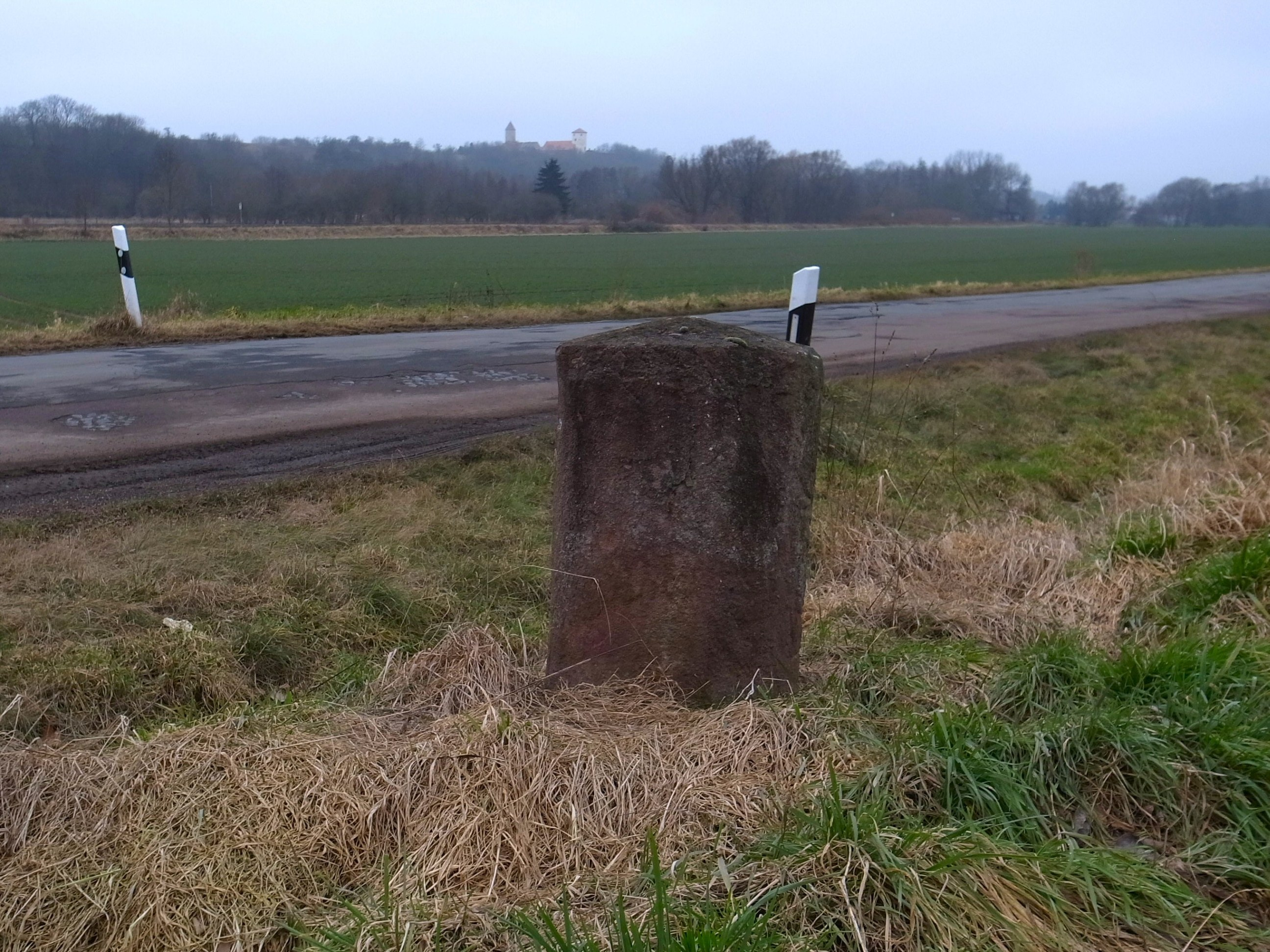
Anhaltischer Meilenstein bei Freckleben

Der Meilenstein bei Freckleben ist ein Kleindenkmal und Bodendenkmal in der Stadt Aschersleben im Salzlandkreis in Sachsen-Anhalt.
An der Kreisstraße 1330 zwischen Freckleben und Sandersleben befindet sich ein anhaltischer Meilenstein, auf dem die Inschriften nur teilweise lesbar sind. Der Stein steht 700 Meter südöstlich von Freckleben nördlich einer Eisenbahnbrücke gegenüber einer Wegeinmündung an der östlichen Straßenseite. Der anhaltische Rundsockelstein ließ in den 1990er Jahren noch die Inschriften Asch und ile erkennen. Man kann also davon ausgehen, dass die Entfernungsangabe sich auf Aschersleben bezog.
Dieses ist heute ungefähr 10 Kilometer entfernt. Da eine anhaltische Meile der preußischen Meile entsprach und 7,532 Kilometer lang war, muss an eine Umsetzung des Steines ins Kilometersystem gedacht werden. Gerade in Anhalt waren die Myriamtersteine, also die Setzung aller 10 Kilometer mit der Inschrift in Myriameter, besonders beliebt. Hierfür verwendete man zumeist die bereits vorhandenen Meilensteine. Eine derartige Kilometer-Inschrift ist aber bisher nicht belegt. Ebenso wenig ist bekannt, ob es eine weitere Meilen-Angabe gab, etwa die häufig anzutreffende Entfernung zur Landeshauptstadt Dessau.
Der 90 Zentimeter hohe Distanzanzeiger wurde aus rotem Sandstein gewonnen. Er steht unter Denkmalschutz und ist im Denkmalverzeichnis mit der Nummer 094 90356 erfasst. Ähnlich wie bei den Steinen bei Roda und bei Warmsdorf ist die Geschichte dieses Meilensteins bisher nicht völlig rekonstruierbar. in solchen Fällen helfen oft nur alte Fotos oder Aktenvermerke weiter.